# Palms Casino Resort
The Palms Casino Resort, también simplemente conocido como Palms, es un complejo turístico localizado al oeste del Strip de Las Vegas. El hotel cuenta con 702 habitaciones y un casino de 95.000 pies cuadrados, un estudio de grabación y 2200 asientos en una sala de espectáculos, es propiedad y está mayoritariamente operado por la Familia Maloof, con 5% propiedad de The Greenspun Corporation. 
A pesar de que está localizado fuera del Strip, el "resort" se ha convertido en un destino popular de miles de turistas, especialmente entre las celebridades jóvenes de Hollywood. "The Palms" compite en el mercado con el Hard Rock Hotel & Casino, otro hotel fuera del Strip que también atrae a jóvenes hollywoodienses. Ambos hoteles tienen un estilo Neo-retro.

## Historia
The Palms fue inaugurado el 15 de noviembre de 2001 y diseñado por Jon Jerde.
En el 2002, fue el resort donde los participantes del programa The Real World: Las Vegas se hospedaron. La planta donde se hospedaron los participantes de MTV es ahora " The Real World Suite" y está disponible para reservas. 
En octubre de 2005, la segunda torre, denominada "Fantasy Tower", se inauguró con un costo de 600 millones de dólares. Al tener la familia Maloof intereses en el baloncesto (son dueños de los Reyes de Sacramento de la NBA y los Monarcas de Sacramento de la WNBA), la segunda torre incluye una torre de dos pisos, con una suite de 10 000 pies cuadrados que incluye la única suite de hotel del mundo con una cancha de baloncesto. La suite incluye un casillero, marcador de puntos y una pantalla gigante. Otras suites notables del Fantasi son la G suite, la suite rosa, y la villa Playboy.
En la torre Fantasy se ubican los dos clubes más nuevos de la ciudad, el "Moon Nightclub" y el "The Playboy Club".
The Palms albergó los Premios MTV 2007 el 9 de septiembre de 2007.

## "The Pearl"
Es un recinto de 3 niveles, localizado dentro del "Palms Resort". Dependiendo de la configuración del recinto este puede albergar entre 1100 y 2500 personas.

## Palms Place
Maloof proyectó una tercera torre llamada Palms Place que se construiría en el extremo oeste de la propiedad Palms y que sería de viviendas. Todos los pisos fueron vendidos en tan sólo tres meses. La construcción de esta tercera y última torre fue completada, y los residentes empezaron a moverse a la torre el 29 de febrero de 2008. El 31 de mayo de 2008 se inauguró la torre Palms Place de 46 pisos.

## Trivia
El Palms Hotel tiene un McDonald's en el foodcourt del casino.